# Biribellus martinsi
Biribellus martinsi là một loài bọ cánh cứng trong họ Cerambycidae.